# La Jamula
La Jamula es una localidad y pedanía española perteneciente al municipio de Baza, en la provincia de Granada. Está situada en la parte oriental de la comarca bastetana, en el límite con Cúllar. Cerca de esta localidad se encuentran los núcleos de El Almendro, Río de Baza y El Francés.
Celebra la fiesta de su patrona, la Virgen de la Piedad, el 8 de septiembre. Su economía está basada en la agricultura: cereal, almendros y pinar, y la ganadería ovina y caprina.

## Demografía
Según el Instituto Nacional de Estadística de España, en el año 2018 La Jamula contaba con 30 habitantes censados, lo que representa el 0,15% de la población total del municipio.

### Evolución de la población
| Gráfica de evolución demográfica de La Jamula entre 2008 y 2018 |
|                                                                 |
| Datos según el nomenclátor publicado por el INE.                |

## Comunicaciones
Algunas distancias entre La Jamula y otras ciudades:
| Ciudades | Distancia (km) |
| -------- | -------------- |
| Granada  | 126            |
| Almería  | 164            |
| Jaén     | 172            |
| Murcia   | 183            |